# Kajetán Alexandr Bissingen-Nippenburg
Kajetán Alexandr hrabě z Bissingen-Nippenburgu (Cajetan Maria Alexander Ferdinand Johann Anton Joseph Leonhard Anselm Reichsgraf von Bissingen-Nippenburg) (18. března 1806 Benátky – 10. května 1890 Schramberg, Německo) byl rakousko-německý šlechtic, politik, státní úředník a velkostatkář. Ve službách Habsburků zastával vysoké funkce v rámci Rakouského císařství, byl místodržitelem v Tyrolsku (1849–1855) a guvernérem v Benátkách (1855–1860). Jako majitel statků ve Württembersku byl později poslancem německého Říšského sněmu (1872–1884).

## Životopis

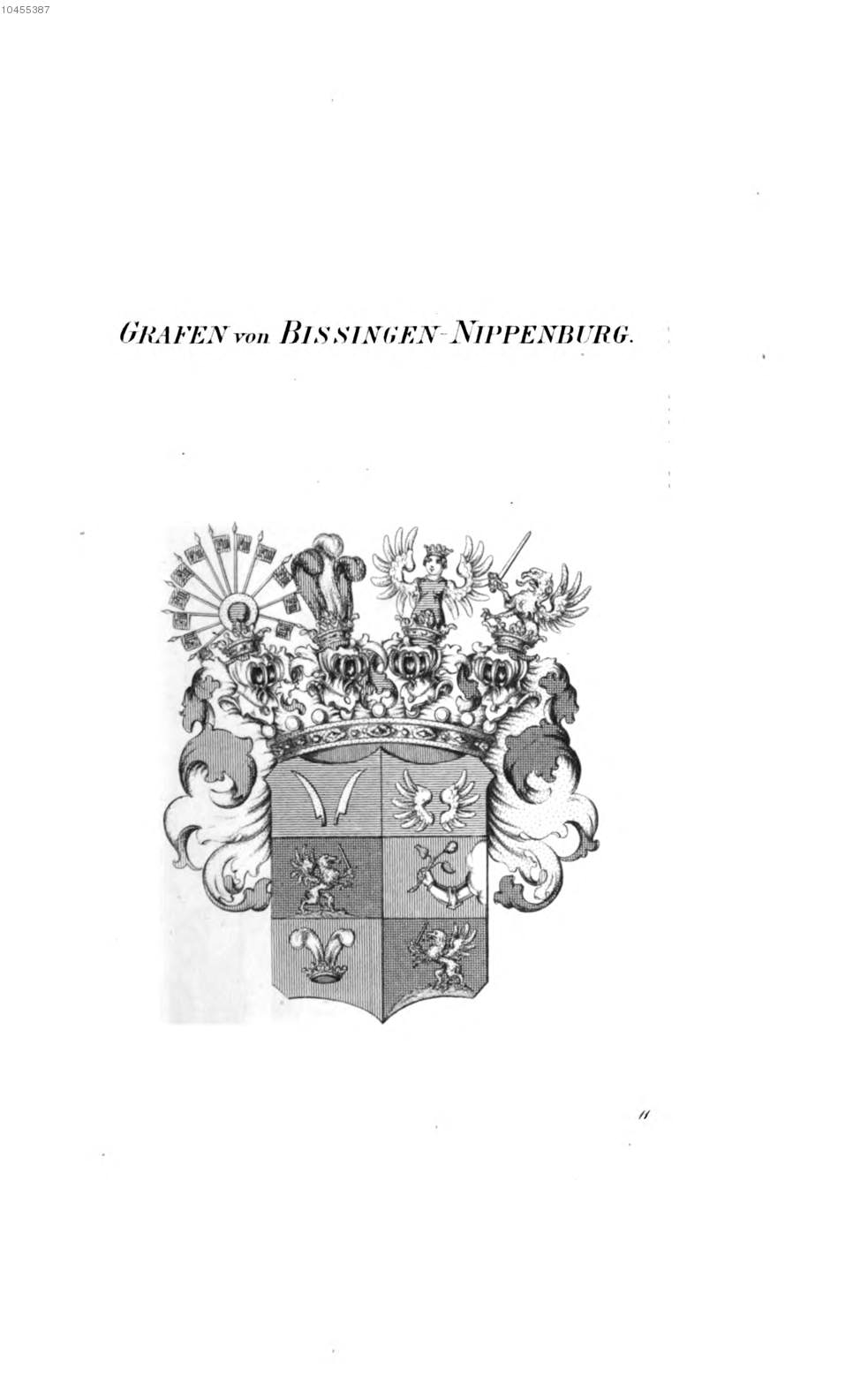
Erb rodu Bissingen-Nippenburg

Pocházel ze staré šlechtické rodiny Bissingenů, která v 17. a 18. století vlastnila statky také v Čechách, narodil se do početné rodiny tyrolského a štýrského místodržitele hraběte Ferdinanda Bissingen-Nippenburga (1749–1831) a jeho druhé manželky Marie Terezie, rozené hraběnky Thurn-Valsassina (1767–1853). Vystudoval práva na univerzitě v Innsbrucku a podnikl kavalírskou cestu po Evropě, navštívil Itálii, Francii, Švýcarsko, Belgii a také řadu německých zemí. V roce 1828 vstoupil do rakouských státních služeb, následujících deset let pak působil u tyrolského místodržitelství a u městského soudu v Innsbrucku. V roce 1838 byl jmenován císařským komorníkem, ale téhož roku odešel do soukromí a věnoval se správě rodového majetku.
Znovu se do veřejného dění zapojil v revolučním roce 1848, kdy byl poslancem frankfurtského parlamentu, poté se vrátil do rakouských státních služeb. Od ledna 1849 byl guvernérem v Tyrolsku ve funkci zemského šéfa, od 1. ledna 1850 pak jako místodržitel pro Tyrolsko a Vorarlbersko. V těchto úřadech inicioval řadu reforem, mimo jiné se podílel na zřízení zemského a krajského soudu v Innsbrucku, zasloužil se také o napojení Tyrolska na telegrafní síť. Během působení v Tyrolsku byl v roce 1853 jmenován c. k. tajným radou a v roce 1854 obdržel Řád železné koruny I. třídy. V letech 1855–1860 zastával funkci guvernéra v Benátkách.
V roce 1860 opustil rakouské státní služby, ale veřejných aktivit se úplně nevzdal, vzhledem k vlastnictví statků ve Württembersku byl v letech 1862–1868 členem druhé sněmovní komory Württemberského království a nakonec v letech 1872–1884 poslancem německého Říšského sněmu. Patřil k německé Straně středu a v období Kulturkampf byl přední osobností katolické šlechty z Württemberska.
Byl též čestným rytířem Maltézského řádu, po předcích byl uživatelem indigenátu v Uhrách, patřil také k zemské šlechtě v Dolním a Horním Rakousku, Korutanech a Štýrsku. Během působení v rakouských státních službách obdržel čestné občanství v několika rakouských městech (Vídeň, Bregenz, Bludenz, Feldkirch).
Zemřel na zámku Schramberg ve věku 84 let, pohřben byl po boku svého otce v bazilice Panny Marie ve Wiltenu (dnes součást Innsbrucku).

## Majetek a rodina

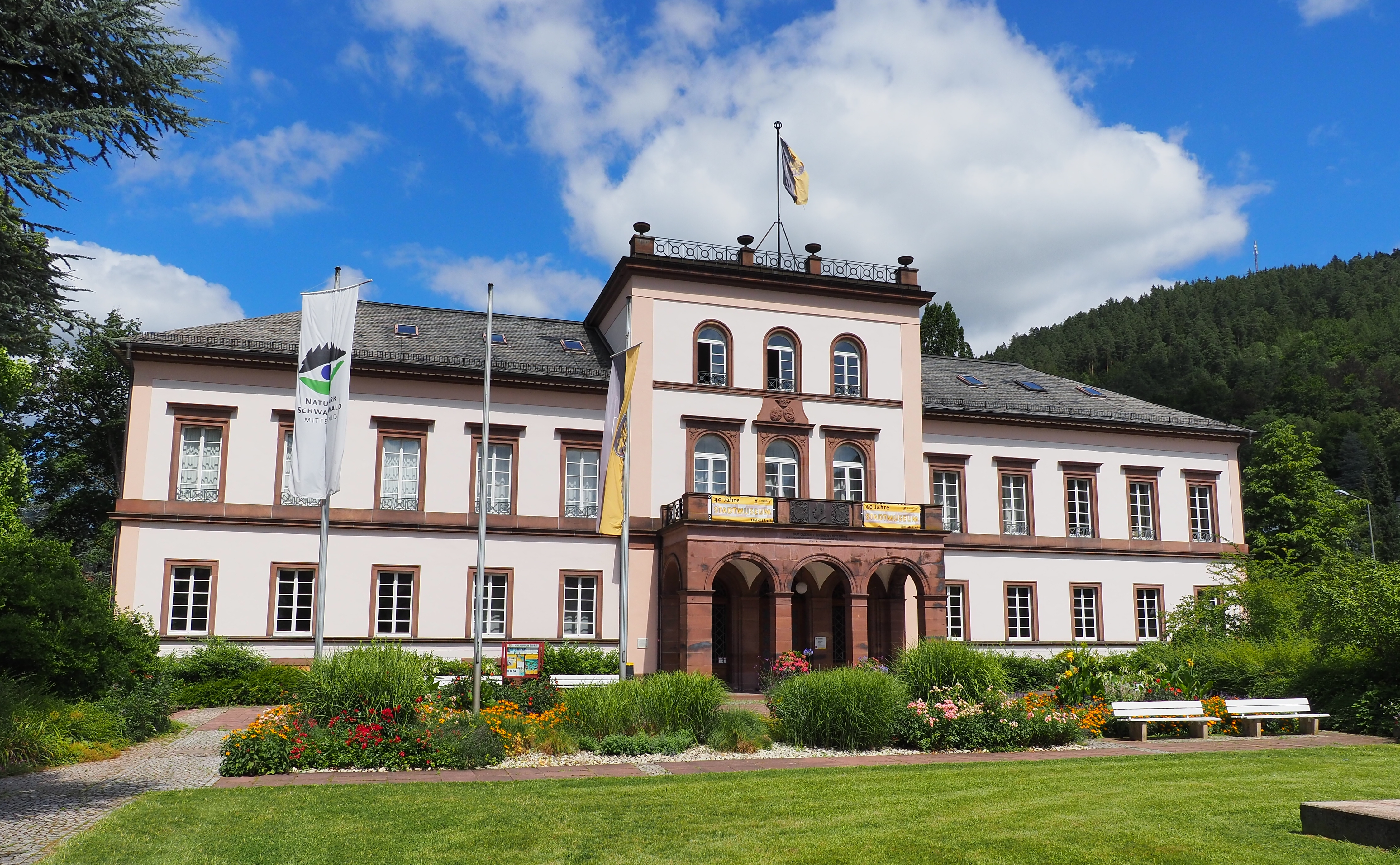
Zámek Schramberg (Bádensko-Württembersko), hlavní sídlo rodu Bissingen-Nippenburg

Původně byl po otci majitelem statků v Uhrách, které zdědil v roce 1831. Tento majetek postupně prodal a místo toho koupil statky ve Württembersku, kde rodina již předtím vlastnila říšské panství Schramberg. V letech 1855–1860 nechal Kajetán Alexandr rozšířit schramberský zámek o přístavbu klasicistního křídla.
Od roku 1834 byl ženatý s baronkou Luisou von Warsberg (1814–1879), která byla později c. k. palácovou dámou (1854) a dámou Řádu hvězdového kříže (1841). Z jejich manželství se narodilo šest dětí, dva synové a čtyři dcery. Ze synů byl starší Ferdinand (1837–1919), který byl dědicem rodového majetku ve Württembersku.